# Dinosauroid

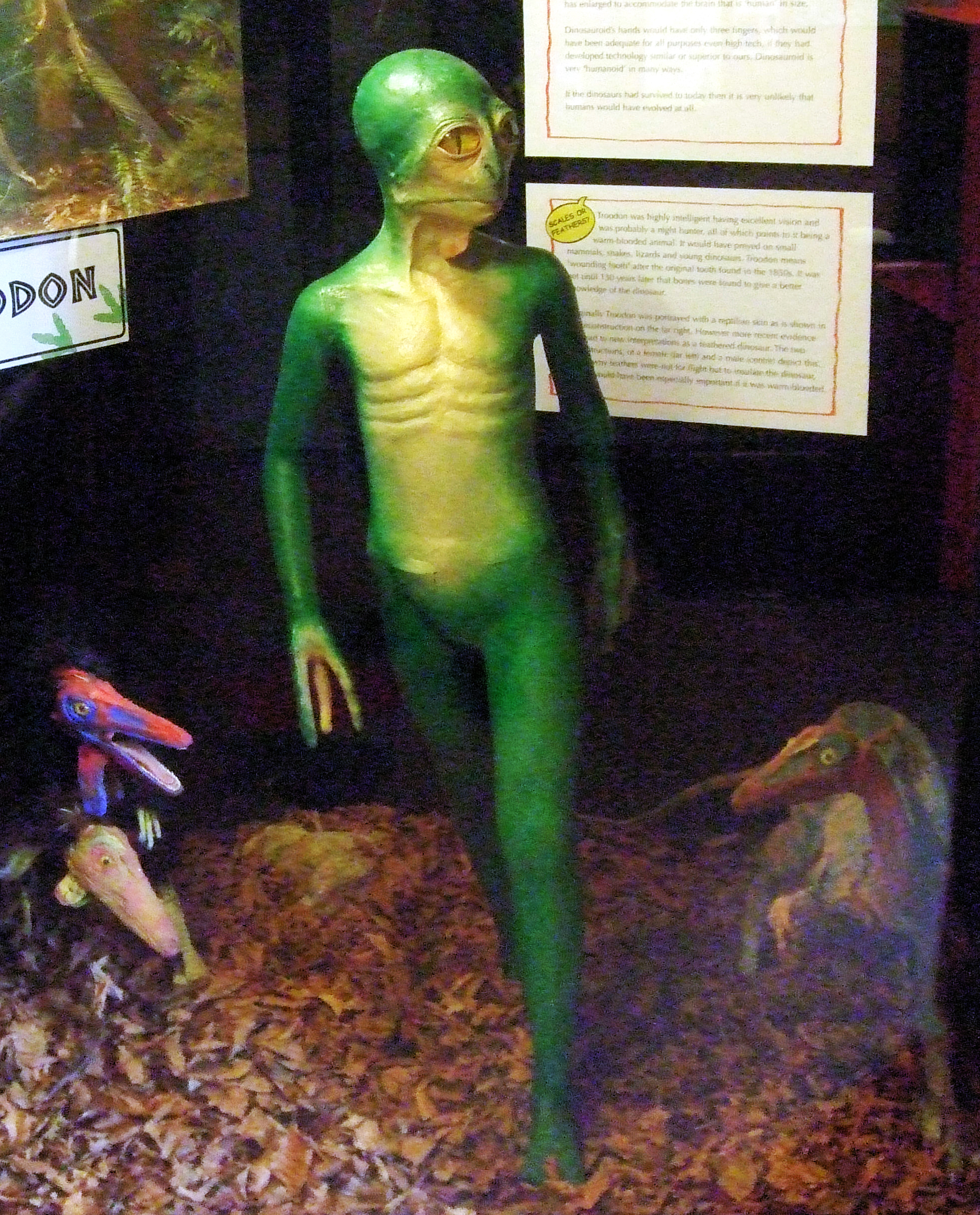
Model dinosauroida podle Dalea Russella.

Dinosauroid je fiktivní tvor, vzniklý postupným vývojem nejspíše z některých teropodních dinosaurů. Jde o inteligentního dinosauřího tvora, který měl projít procesem sapientace a stát se myslící bytostí s vlastní kulturou a civilizací. Četné představy o civilizaci vytvořené dinosaury jsou obsaženy v žánru sci-fi a fantasy. Těží ze stálé popularity dinosaurů i nejasností kolem jejich zániku na konci křídy. V anglicky mluvících zemích se pro dinosauroidy také používá termín „reptilian humanoid“ (plazí lidská bytost). Pro tyto spekulace je podkladem relativně velká inteligence dinosaurů čeledí dromaeosauridae a troodontidae, z nichž by se (nebýt K-Pg katastrofy) mohl v dalším vývoji takový dinosauroid vyvinout. Názory na to, zda by se tak skutečně stalo, se však již nikdy za rámec spekulací nedostanou.

## Vědecký pohled
Tematice možné dinosauří sapientace se věnovali i někteří vědci. Otázkou možného dalšího vývoje dinosaurů se zabývali někteří paleontologové již v 19. století, byť ještě spíše v rámci fantastických úvah. V moderní době byla tato myšlenka téměř zcela opuštěna. Až kanadský paleontolog Dale Russell přišel spolu s výtvarníkem Ronem Séguinem v roce 1982 s možnou podobou takového tvora (základem pro úvahy mu byl malý teropod rodu Troodon, resp. Stenonychosaurus). Později však američtí paleontologové jako Gregory S. Paul (1988) nebo Thomas Holtz jeho model odmítli jako příliš humanoidní (člověku podobný). Pokročilí dinosauři by podle nich vypadali mnohem více jako jejich předkové, pouze s některými dílčími odlišnostmi (větší mozkovna, lepší uchopovací schopnost rukou apod.). Holtz vidí pokročilé dinosaury přímo v podobě některých dnešních ptáků, tedy potomků dravých dinosaurů.

## Rekonstrukce
V roce 2006 vytvořil turecký umělec M. Kösemen (s pseudonymem Nemo Ramjet) další ilustraci možného vzhledu inteligentního dinosaura, která vypadala již mnohem reálněji, i když stále stejně bizarně. Avisapiens saurotheos, jak byl fiktivní tvor pojmenován, byl pokusem o rekonstrukci pokročilého dinosaura s vyššími mentálními schopnostmi. Z Ramjetovy dílny pocházejí také zajímavé rekonstrukce jakýchsi pomyslných „jeskynních maleb“, které by inteligentní dinosauří bytosti (stejně jako naši paleolitičtí předkové) v jistém stupni svého vývoje možná vytvářely. Později se objevily také další hypotetické rekonstrukce inteligentních dinosaurů, jako byl Venatosapiens erectus nebo Nemoramjetia inexpectata. Další podobné hypotetické rekonstrukce se objevují i v pozdějších letech.

## Chybějící důkazy
Faktem zůstává, že dosud žádné fosilní důkazy pro takový typ živočicha neexistují a zřejmě ani nikdy nebudou. Nad otázkami, zda by se, nebýt K-T události, z dinosaurů mohl vyvinout inteligentní druh, jak dlouho by vývoj trval nebo jakou by měl tento druh podobu, lze nanejvýše spekulovat. Za jisté však lze brát, že nebýt vyhynutí dinosaurů, nejspíš by nedošlo ke vzniku člověka. Dinosauroid je každopádně jen hypotetickým konceptem.

## V literatuře
Dinosauroid se objevuje například v dílech amerického astronoma a popularizátora vědy Carla Sagana. V české literatuře se pak objevil například v knihách Záhada dinosaurů (1993) popularizátora přírodních věd a cestovatele Jaroslava Mareše (1937-2021), případně v knihách Po stopách dinosaurů (2011), Poslední dny dinosaurů (2016) nebo Velké vymírání na konci křídy (2017) popularizátora paleontologie Vladimíra Sochy.